# هادستن
هادستن (به لاتین: Hadsten) یک منطقهٔ مسکونی در دانمارک است که در Favrskov Municipality واقع شده‌است. هادستن ۵٫۴۴ کیلومتر مربع مساحت و ۸٬۳۲۵ نفر جمعیت دارد و ۱۸−۵۶ متر بالاتر از سطح دریا واقع شده‌است.

## خواهرخوانده
شهر بخش کونگسباکا خواهرخواندهٔ هادستن هست.